# Festival luxembourgeois du Cyclisme Féminin Elsy Jacobs

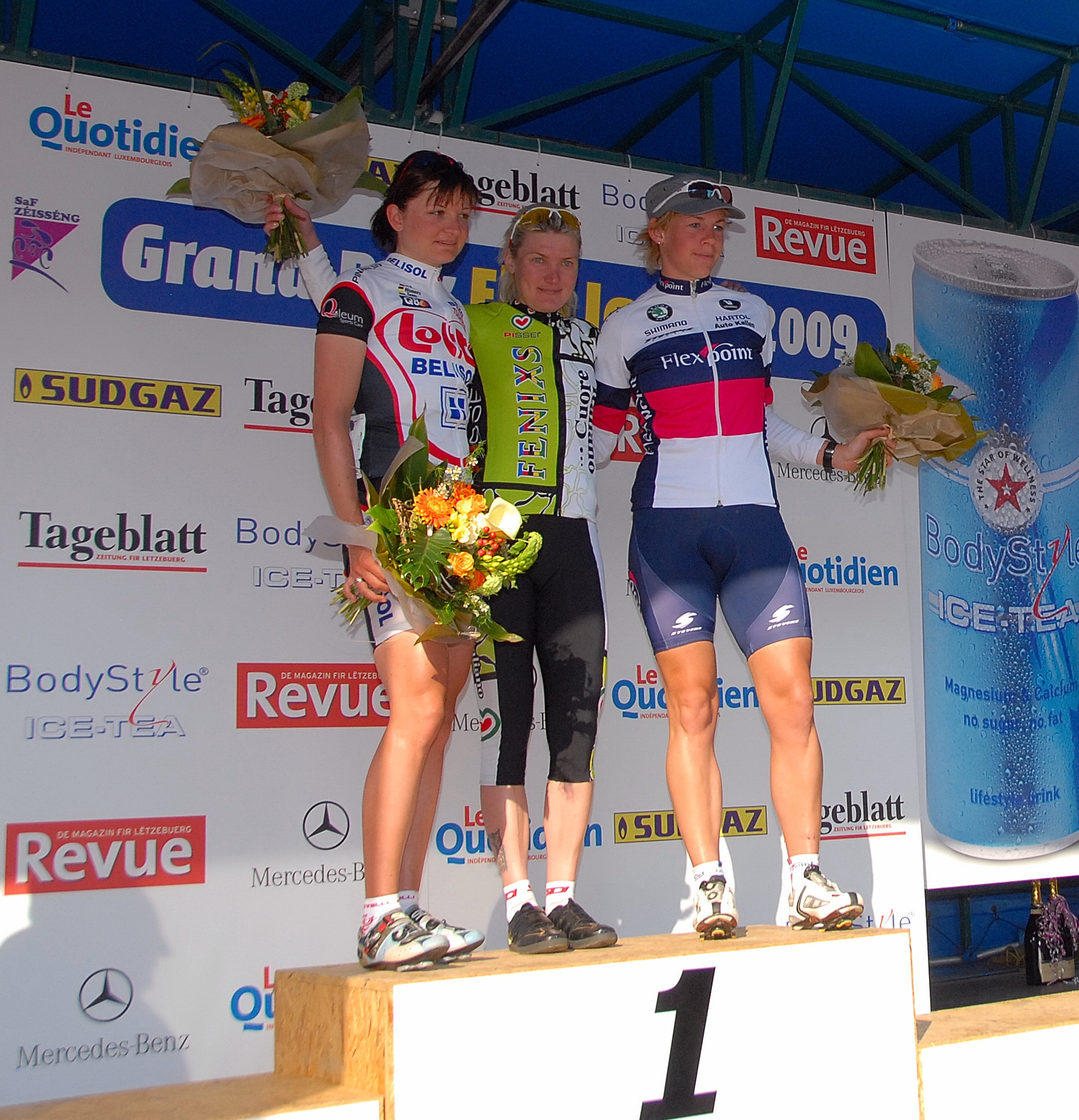
Podium des GP Elsy Jacobs im Jahre 2009 (v. l. n. r.): Grace Verbeke, Swetlana Bubnenkowa und Iris Slappendel

Das Festival Elsy Jacobs, ehemals Grand Prix Elsy Jacobs, ist eine Radsportveranstaltung im Frauenradrennsport, die seit 2008 Ende April/Anfang Mai in Luxemburg ausgetragen wird.
Von 2009 bis 2011 wurde der Wettbewerb als Eintagesrennen in der UCI-Kategorie 1.1 eingestuft, ab 2012 als Etappenrennen in der Kategorie 2.1. Seit 2021 ist der luxemburgische Werkzeughersteller Ceratizit Hauptsponsor des Rennens, gleichzeitig wurde das Rennen in die Kategorie 2.Pro hochgestuft.
Durch die Verlegung der La Vuelta Femenina in das Frühjahr verlor das Festival Elsy Jacobs seinen Stellenwert für die professionellen Teams, so dass das Fahrerfeld 2023 nicht den Erwartungen der Organisatoren entsprach. Diese entschieden sich, zur Verringerung des organisatorischen und finanziellen Aufwandes ab 2024 auf den ProTour-Status zu verzichten, das Festival jedoch mit neuem Konzept weiterzuführen. 2024 fanden zwei Eintagesrennen in Garnich und Luxemburg statt, die jeweils in die Kategorie 1.2 eingestuft waren.
Das Festival ist benannt nach Elsy Jacobs, Gewinnerin der ersten Straßen-Weltmeisterschaft für Frauen im Jahr 1958.

## Palmarès

### Festival Elsy Jacobs (bis 2023)
| Jahr | Siegerin             | Zweite               | Dritte                    |          |
| ---- | -------------------- | -------------------- | ------------------------- | -------- |
| 2008 | Monia Baccaille      | Nathalie Lamborelle  | Marina Romoli             |          |
| 2009 | Swetlana Bubnenkowa  | Grace Verbeke        | Iris Slappendel           |          |
| 2010 | Emma Pooley          | Monia Baccaille      | Andrea Bosman             |          |
| 2011 | Marianne Vos         | Judith Arndt         | Emma Johansson            |          |
| 2012 | Marianne Vos         | Annemiek van Vleuten | Adrie Visser              |          |
| 2013 | Marianne Vos         | Giorgia Bronzini     | Emma Johansson            |          |
| 2014 | Anna van der Breggen | Marianne Vos         | Shelley Olds              |          |
| 2015 | Anna van der Breggen | Annemiek van Vleuten | Lucinda Brand             |          |
| 2016 | Katarzyna Niewiadoma | Katrin Garfoot       | Anna van der Breggen      |          |
| 2017 | Christine Majerus    | Eugenia Bujak        | Ashleigh Moolman          |          |
| 2018 | Letizia Paternoster  | Christine Majerus    | Alexis Magner             |          |
| 2019 | Lisa Brennauer       | Demi Vollering       | Elizabeth Banks           |          |
| 2020 | abgesagt             | abgesagt             | abgesagt                  | abgesagt |
| 2021 | Emma Norsgaard       | Leah Kirchmann       | Maria Giulia Confalonieri |          |
| 2022 | Marta Bastianelli    | Veronica Ewers       | Silvia Persico            |          |
| 2023 | Ally Wollaston       | Marta Bastianelli    | Anouska Koster            |          |

### Festival Elsy Jacobs à Luxembourg
| Jahr | Sieger          | Zweiter          | Dritter           |
| ---- | --------------- | ---------------- | ----------------- |
| 2024 | Marta Lach      | Scarlett Souren  | Anouska Koster    |
| 2025 | Martina Fidanza | Valentine Fortin | Barbara Guarischi |

### Festival Elsy Jacobs à Garnich
| Jahr | Sieger     | Zweiter                   | Dritter         |
| ---- | ---------- | ------------------------- | --------------- |
| 2024 | Marta Lach | Christine Majerus         | Katrine Aalerud |
| 2025 | Marta Lach | Maria Giulia Confalonieri | Sarah Van Dam   |